# إسحاق دودلي فليتشير
إسحاق دودلي فليتشير (بالإنجليزية: Isaac Dudley Fletcher) هو شخصية أعمال أمريكي، ولد في 1844 في بانجور في الولايات المتحدة، وتوفي في 28 أبريل 1917.

## معرض صور

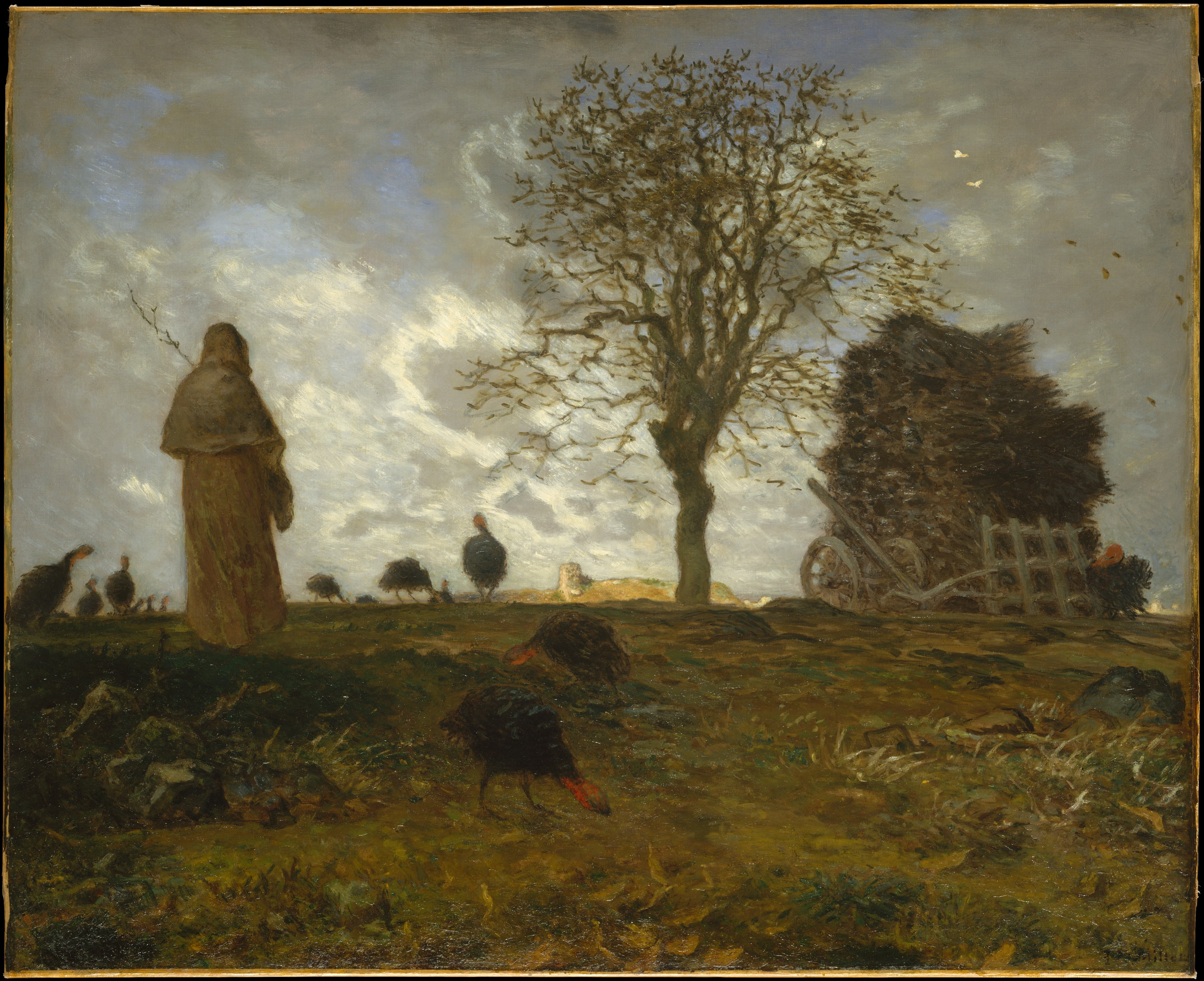
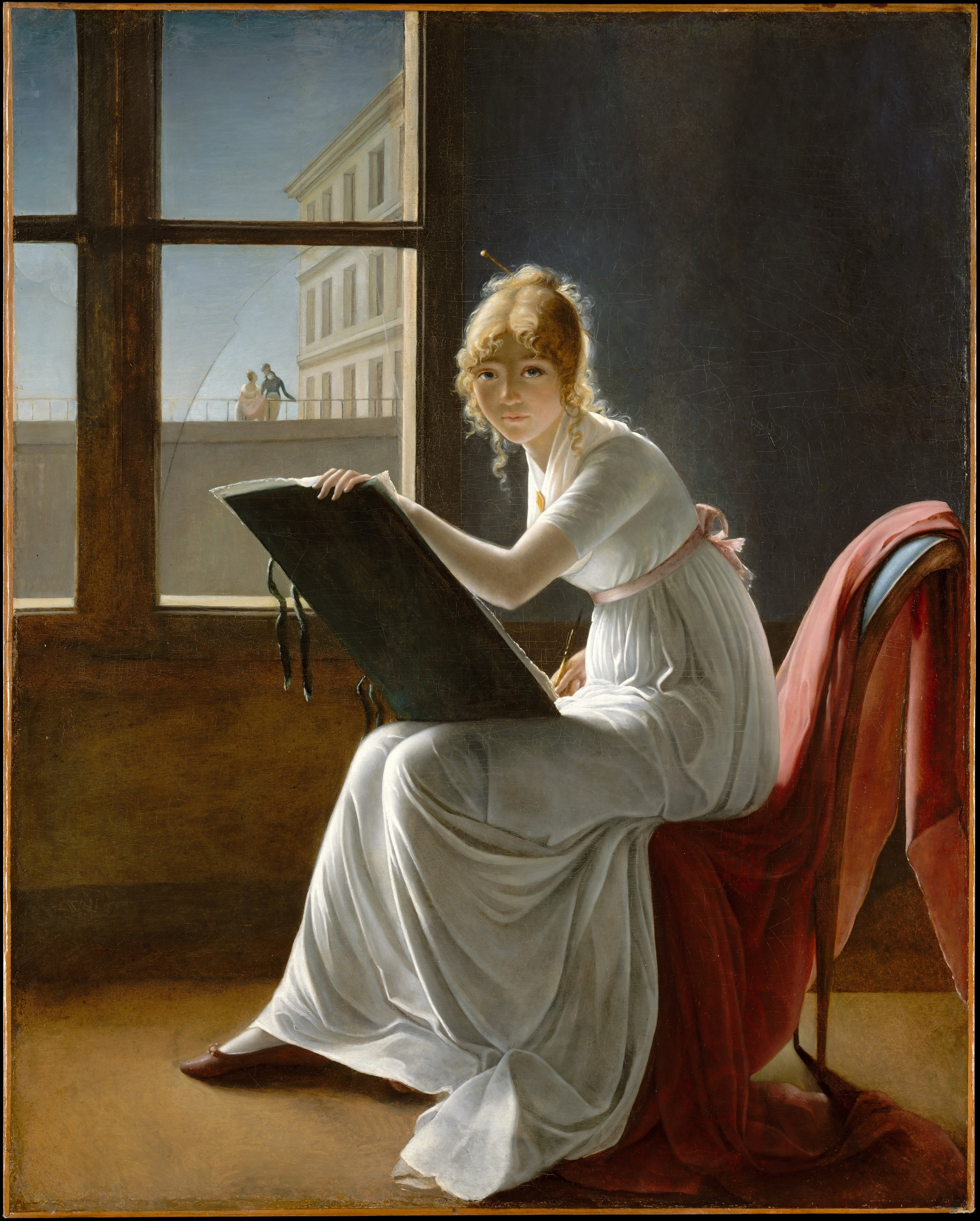
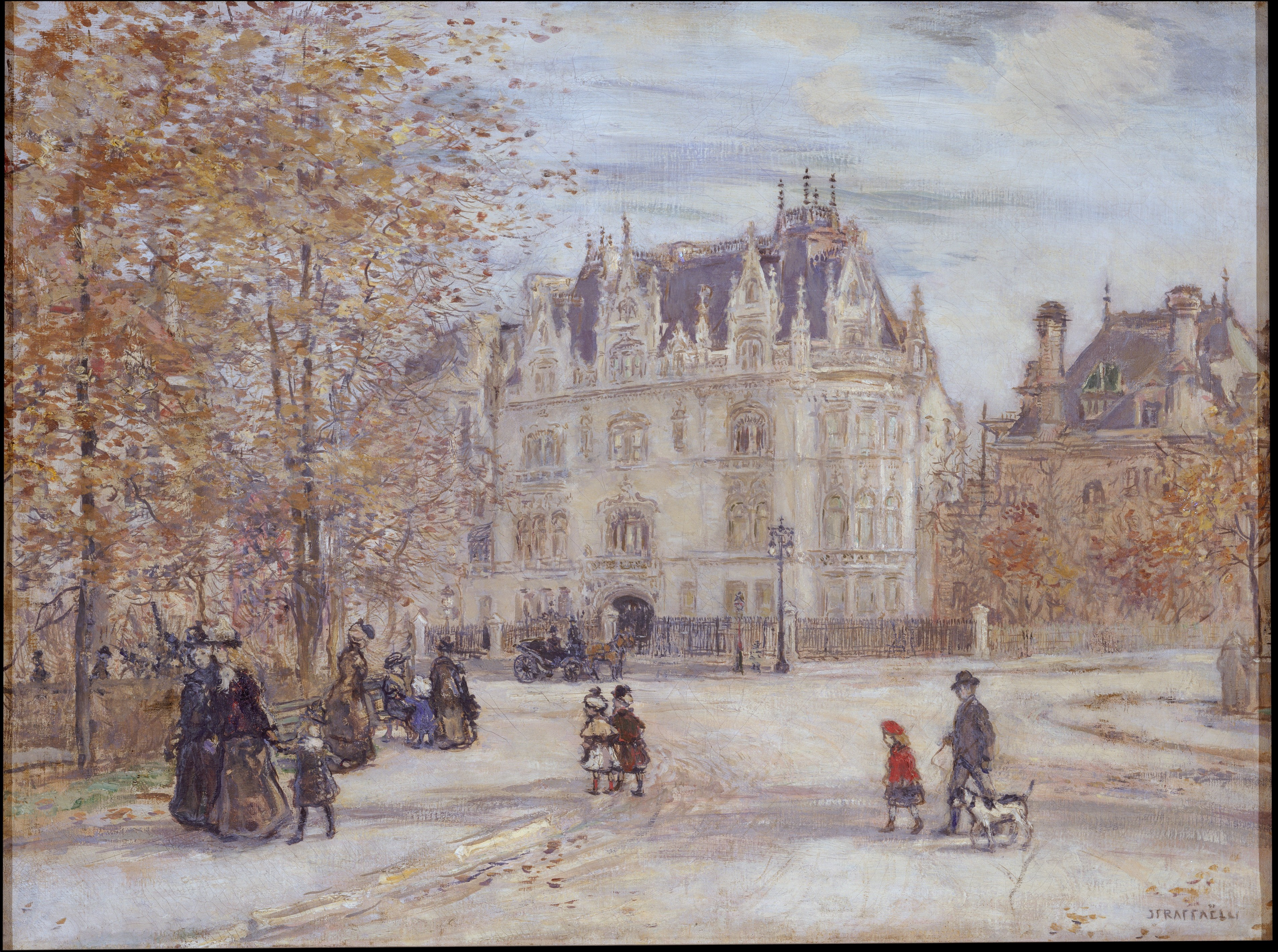
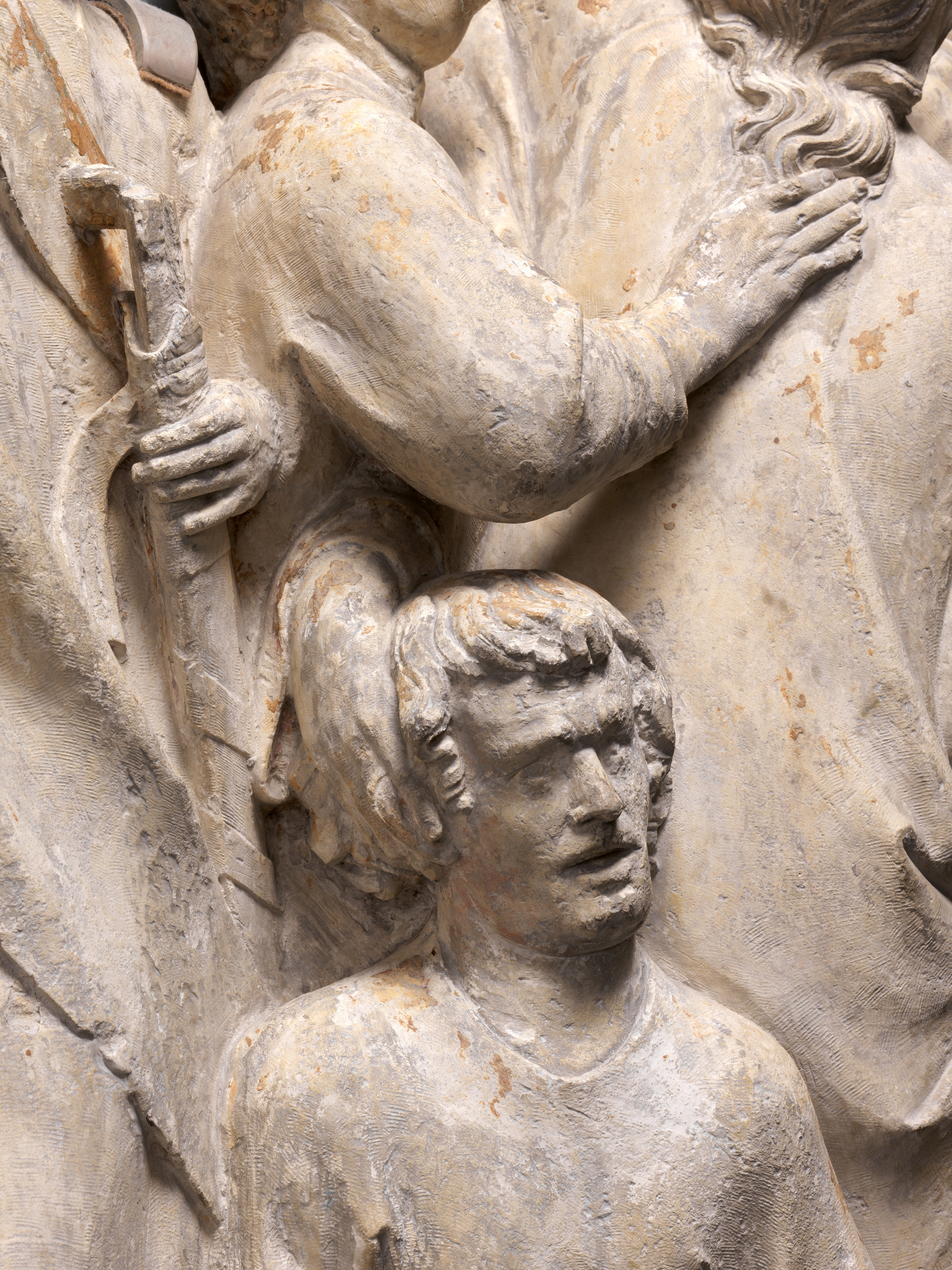
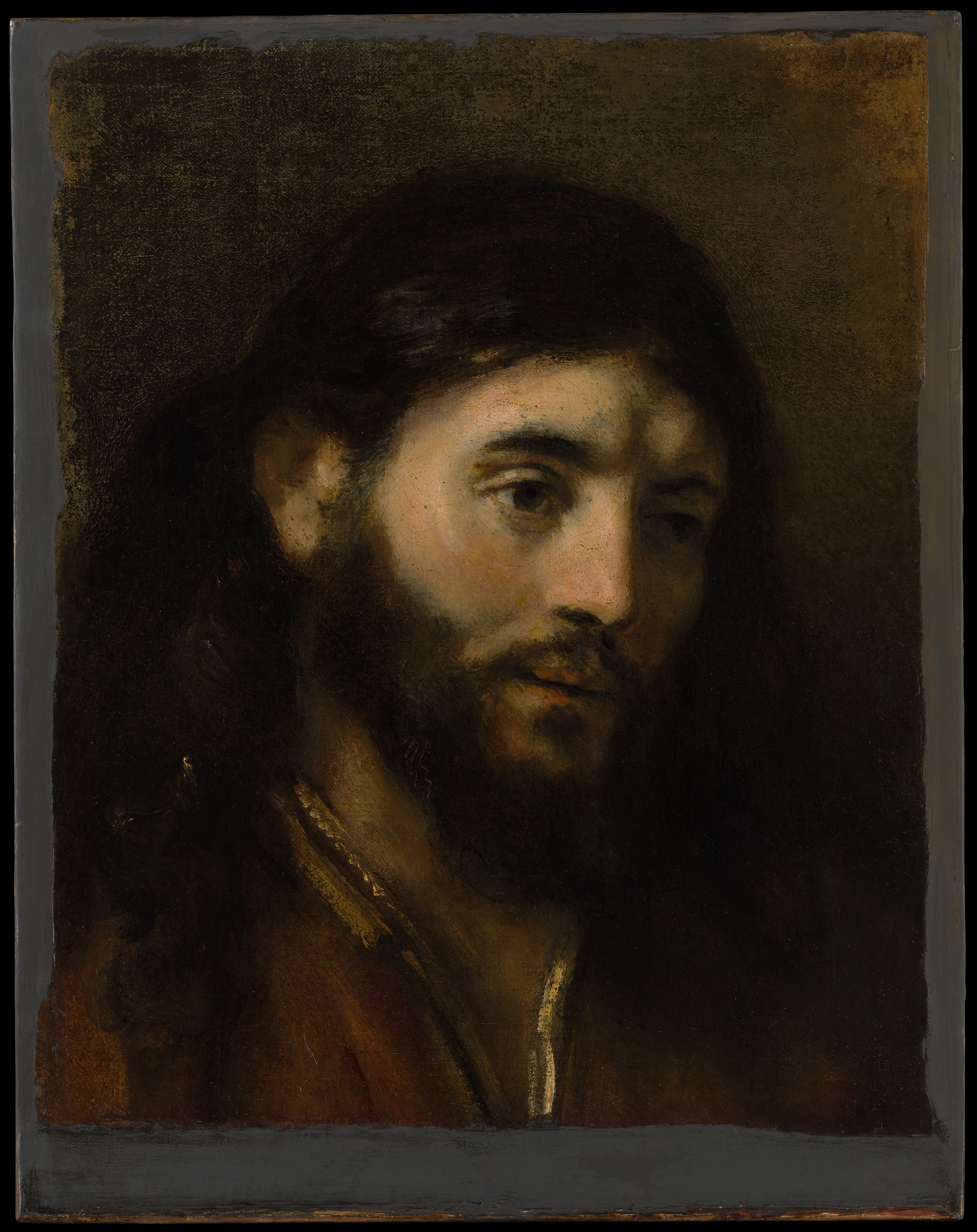
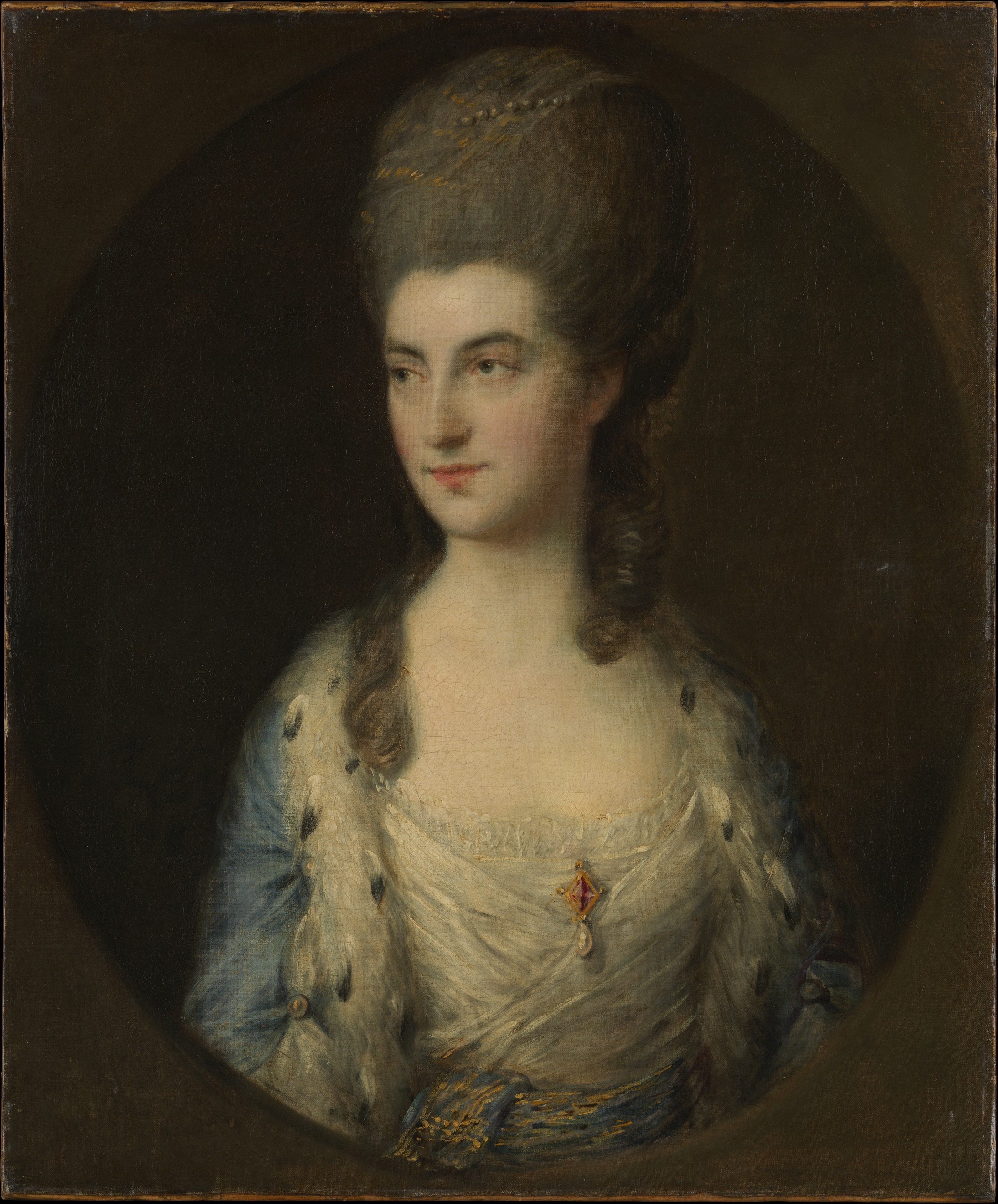